# Vigolo Vattaro
Vigolo Vattaro és un antic municipi italià, dins de la província de Trento. L'any 2007 tenia 2.116 habitants. Limitava amb els municipis de Bosentino, Pergine Valsugana, Trento i Vattaro.
L'1 de gener 2016 es va fusionar amb els municipis de Centa San Nicolò, Vattaro i Bosentino creant així el nou municipi d'Altopiano della Vigolana, del qual actualment és una frazione.

## Administració
| Període | Identitat        | Partit       |
| ------- | ---------------- | ------------ |
| 2005-   | Walter Kaswalder | Lista cívica |